# Mont Tremblant
Mont Tremblant är ett berg i Kanada.   Det ligger i provinsen Québec, i den sydöstra delen av landet, 130 km nordost om huvudstaden Ottawa. Toppen på Mont Tremblant är 968 meter över havet.
Terrängen runt Mont Tremblant är huvudsakligen kuperad. Mont Tremblant är den högsta punkten i trakten. Runt Mont Tremblant är det ganska tätbefolkat, med 100 invånare per kvadratkilometer.. Närmaste större samhälle är Mont-Tremblant, 4,1 km söder om Mont Tremblant. 
I omgivningarna runt Mont Tremblant växer i huvudsak blandskog.